# Latham & Watkins
Latham & Watkins [ˌleɪθəm‿ən‿ˈwɒtkɪnz] ist eine US-amerikanische, weltweit tätige Anwaltskanzlei und eine der größten weltweit.
1934 in Los Angeles gegründet, berät die Sozietät heute mit über 3.000 Anwälten in 31 Büros weltweit zum gesamten Wirtschaftsrecht. In Deutschland ist Latham & Watkins mit rund 170 Berufsträgern in Hamburg, Frankfurt am Main, München und Düsseldorf vertreten.

## Geschichte
Dana Latham und Paul Watkins gründeten die Sozietät im Januar 1934 in Los Angeles. Latham spezialisierte sich auf den Bereich des Steuerrechts und wurde später Leiter der Bundessteuerbehörde der Vereinigten Staaten unter Präsident Dwight D. Eisenhower, während Watkins vor allem im Arbeitsrecht tätig war.
Die Kanzlei wuchs langsam von drei auf 19 Anwälte im Jahr 1960 und 46 im Jahr 1970, in dieser Zeit gründete die Sozietät auch interne Komitees, durch die auch angestellte Anwälte an Kanzleientscheidungen partizipieren sollen.
Jack Walker wurde 1988 geschäftsführender Partner der Kanzlei und erweiterte sie, unter anderem durch neue Büros an anderen Standorten. Von 1994 bis 2014 baute Robert Dell als Nachfolger in dieser Position die Expansion mit einer Verdreifachung der Berufsträger weiter aus, wobei der Wachstumskurs der Sozietät durch die Wirtschaftskrise 2008 beeinträchtigt wurde. In dieser Zeit gingen die Profite der Partner um rund 20 Prozent zurück, weshalb Latham & Watkins 2009 190 Anwälte und 250 Angestellte entließ.
Seither wuchs Latham & Watkins unter den Geschäftsführungen von Bill Voge und Richard M. Trobmann wieder, sodass heute weltweit über 2.700 Rechtsanwälte in den USA, Europa, Asien und dem Nahen Osten tätig sind. Die Kanzlei gehört zu den umsatzstärksten Sozietäten der Welt.

## Anwälte der Kanzlei
Folgende Anwälte waren oder sind für Latham & Watkins tätig:
- Michael Chertoff, früherer US-Heimatschutzminister[16]
- Richard Danzig, früherer US-Marineminister[17]
- Bruce Babbitt, früherer US-Innenminister und Gouverneur des US-Bundesstaates Arizona[18]
- Carla Anderson Hills und Reed Hunt, frühere Leiter der US-Börsenaufsicht[19][20]
- Gregory G. Garre, früherer US-Solicitor General (Oberster Anwalt der Vereinigten Staaten)[21]
- Kathryn Ruemmler, frühere Rechtsberaterin des Weißen Hauses unter Präsident Barack Obama[22]
- Philip Perry, früherer Chefjustiziar des US-Heimatschutzministeriums[23]
- Beth Wilkinson, Anklägerin im Bombenanschlag auf das Murrah Federal Building in Oklahoma City[24]
- Ivan Gazidis, Geschäftsführer des italienischen Fußballclubs AC Mailand[25]
- Arne Sorenson, Geschäftsführer der internationalen Hotelkette Marriott International[26]
- Katharina Stasch, deutsche Juristin und Diplomatin

## Ausgewählte Mandate
Unter den globalen Mandate wurden etwa der Verkauf des einstigen Hollywood-Primus Metro-Goldwyn-Mayer an den Konkurrenten Sony, die Verhandlungen um die Insolvenz des weltältesten Tourismuskonzerns Thomas Cook oder der größte Börsengang in der Geschichte, die IPO des Ölkonzerns Saudi Aramco, besonders prominent bekannt.

## Niederlassungen
Latham & Watkins betreibt Büros in Austin, Boston, Brüssel, Century City (L.A.), Chicago, Dubai, Düsseldorf, Frankfurt am Main, Hamburg, Hongkong, Houston, London, Los Angeles, Madrid, Mailand, Moskau, München, New York City, im Orange County, in Paris, Peking, Riad (assoziiert), San Diego, San Francisco, Seoul, Shanghai, im Silicon Valley, in Singapur, Tokio und in Washington, D.C. Die Sozietät hat keine Zentrale, alle Büros sind gleichgestellt. Zudem unterhält Latham & Watkins unterstützende Büros, unter anderem in Manchester.